# Kamagaya
Kamagaya ( 鎌ヶ谷市; -shi) é uma cidade japonesa localizada na província de Chiba.
Em 2003 a cidade tinha uma população estimada em 102 843 habitantes e uma densidade populacional de 4 871,77 h/km². Tem uma área total de 21,11 km².
Recebeu o estatuto de cidade a 1 de Setembro de 1971.

## Cidade-irmã
- Whakatane, Nova Zelândia